# إيزابيل ماكسويل
إيزابيل ماكسويل (بالفرنسية: Isabel Maxwell)‏ هي سيدة أعمال فرنسية، ولدت في 1950.